# Diaspidini
Diaspidini es una tribu de insectos hemípteros en la familia Diaspididae.

## Géneros
Géneros según BioLib
| - Acanthomytilus Borchsenius, 1947 - Adiscodiaspis Marchal, 1909 - Aulacaspis Cockerell, 1893 - Carulaspis MacGillivray, 1921 - Chionaspis Signoret, 1869 - Contigaspis MacGillivray, 1921 - Crassaspis Ferris, 1941 - Diaspis Costa, 1835 - Discodiaspis Koroneos, 1934 - Duplachionaspis MacGillivray, 1921 - Duplaspis Goux, 1937 - Epidiaspis Cockerell, 1899 - Eulepidosaphes Borchsenius & Williams, 1963 - Ferreroaspis Kozar, 1983 - Fiorina Targioni Tozzetti, 1868 - Furchadaspis MacGillivray, 1921 | - Howardia Berlese & Leonardi, 1896 - Ischnaspis Douglas, 1887 - Koroneaspis Bodenheimer, 1943 - Kuwanaspis MacGillivray, 1921 - Lepidosaphes Shimer, 1868 - Lineaspis MacGillivray, 1921 - Mercetaspis Gomez Menor, 1927 - Mohelnaspis Sulc, 1937 - Opuntiaspis Cockerell, 1899 - Paraepidiaspis Balachowsky, 1954 - Pinnaspis Cockerell, 1892 - Prodiaspis Young in Young & Wang, 1984 - Pseudaulacaspis MacGillivray, 1921 - Pseudoparlatoria Cockerell, 1893 - Umbaspis MacGillivray, 1921 - Unaspis MacGillivray, 1921 |